# Vincetoxicum hirsutum
Vincetoxicum hirsutum là một loài thực vật có hoa trong họ La bố ma. Loài này được (Michx.) Britton miêu tả khoa học đầu tiên năm 1894.